# Podprefektura Rumoi
Podprefektura Rumoi (jap. 留萌振興局 Rumoi-shinkō-kyoku) – podprefektura w Japonii, na wyspie Hokkaido. Podprefektura ma powierzchnię 3 445,89 km². W 2020 r. mieszkało w niej 43 050 osób, w 20 589 gospodarstwach domowych  (w 2010 r. 53 105 osób, w 23 237 gospodarstwach domowych) .
W 1897 r. początkowo podprefektura nazywała się Mashike, lecz w 1914 r. ustalono, iż jej stolicą zostanie miasto Rumoi, a podprefektura zmieni nazwę na odpowiadającą stolicy.
Wyspy:
- Teuri
- Yagishiri

## Podział administracyjny
W skład podprefektury wchodzi 1 większe miasto (shi), 7 mniejszych miast (chō) i 1 gmina wiejska (mura).
| Nazwa               | Nazwa              | Nazwa      | Powierzchnia (km²) | Ludność | Kod jednostki | Mapa |
| Polska nazwa        | Rōmaji             | Kanji      | Powierzchnia (km²) | Ludność | Kod jednostki | Mapa |
| ------------------- | ------------------ | ---------- | ------------------ | ------- | ------------- | ---- |
| Enbetsu             | Enbetsu-chō        | 遠別町     | 590,80             | 2 520   | 01486         |      |
| Haboro              | Haboro-chō         | 羽幌町     | 472,65             | 6 548   | 01484         |      |
| Mashike             | Mashike-chō        | 増毛町     | 369,71             | 3 908   | 01481         |      |
| Obira               | Obira-chō          | 小平町     | 627,22             | 2 994   | 01482         |      |
| Rumoi (stolica)     | Rumoi-shi          | 留萌市     | 297,84             | 20 114  | 01212         |      |
| Shosanbetsu         | Shosanbetsu-mura   | 初山別村   | 279,52             | 1 080   | 01485         |      |
| Teshio              | Teshio-chō         | 天塩町     | 353,56             | 2 950   | 01487         |      |
| Tomamae             | Tomamae-chō        | 苫前町     | 454,60             | 2 936   | 01483         |      |
| Podprefektura Rumoi | Rumoi-shinkō-kyoku | 留萌振興局 | 3 445,89           | 43 050  | 01480         |      |